# آيت اعلي (آيت كركآيت)
آيت اعلي هو دُوَّار يقع بجماعة كطاية، إقليم بني ملال، جهة بني ملال خنيفرة في المملكة المغربية. ينتمي الدوّار لمشيخة آيت كركآيت التي تضم 10 دواوير. يقدر عدد سكانه بـ 1572 نسمة حسب الإحصاء الرسمي للسكان والسكنى لسنة 2004.

## وصلات خارجية
- البوابة الوطنية للجماعات الترابية
- المندوبية السامية للتخطيط